# Onycodes flagrantaria
Onycodes flagrantaria là một loài bướm đêm trong họ Geometridae.